# Anacyclus pyrethrum
Anacyclus pyrethrum, llamado comúnmente pelitre, es una especie de la familia de las asteráceas, nativa de la cuenca del Mediterráneo, desde Siria y Arabia hasta España.

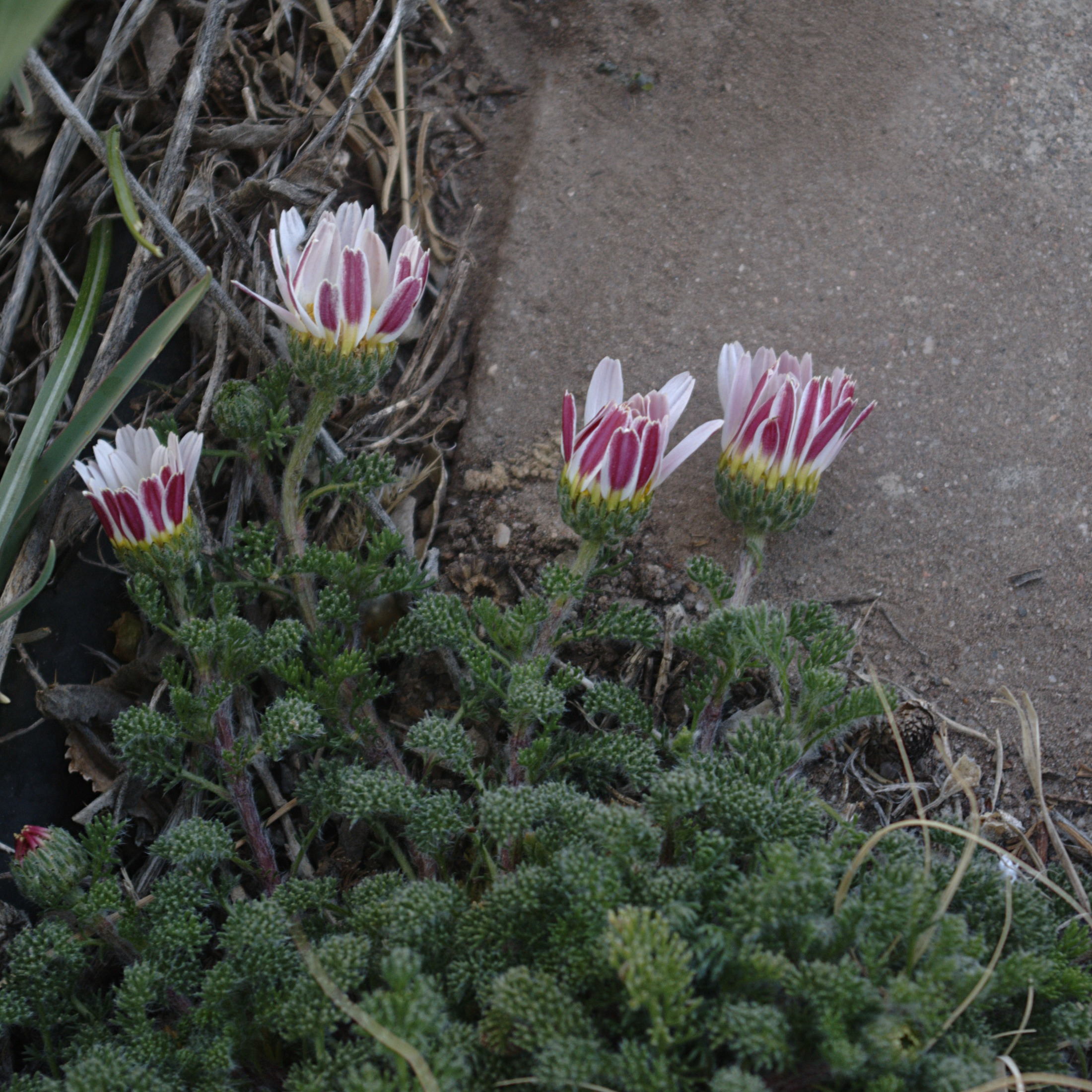
Vista de la planta

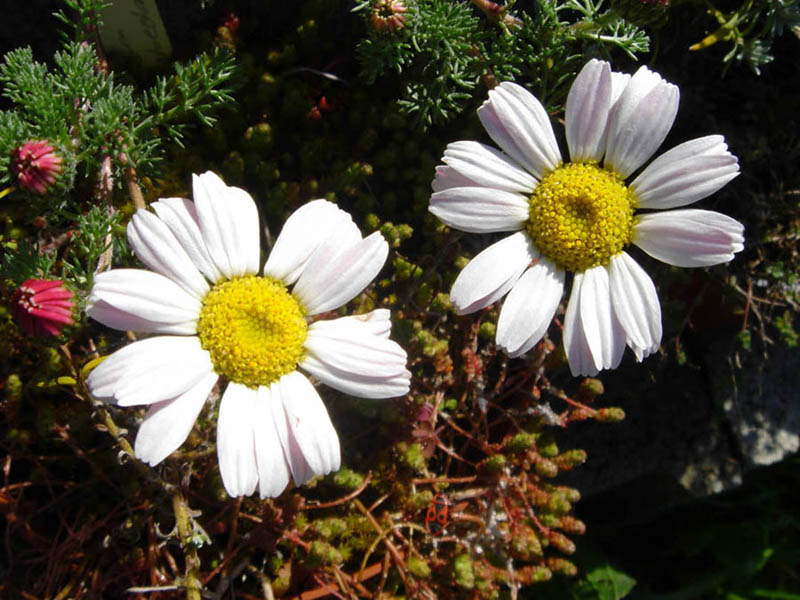
Detalle de la flor

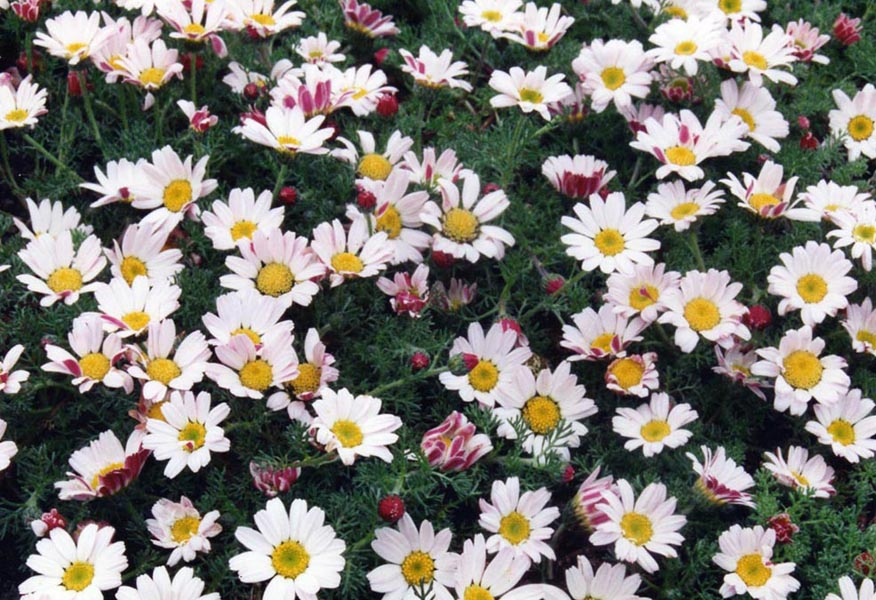
Flores

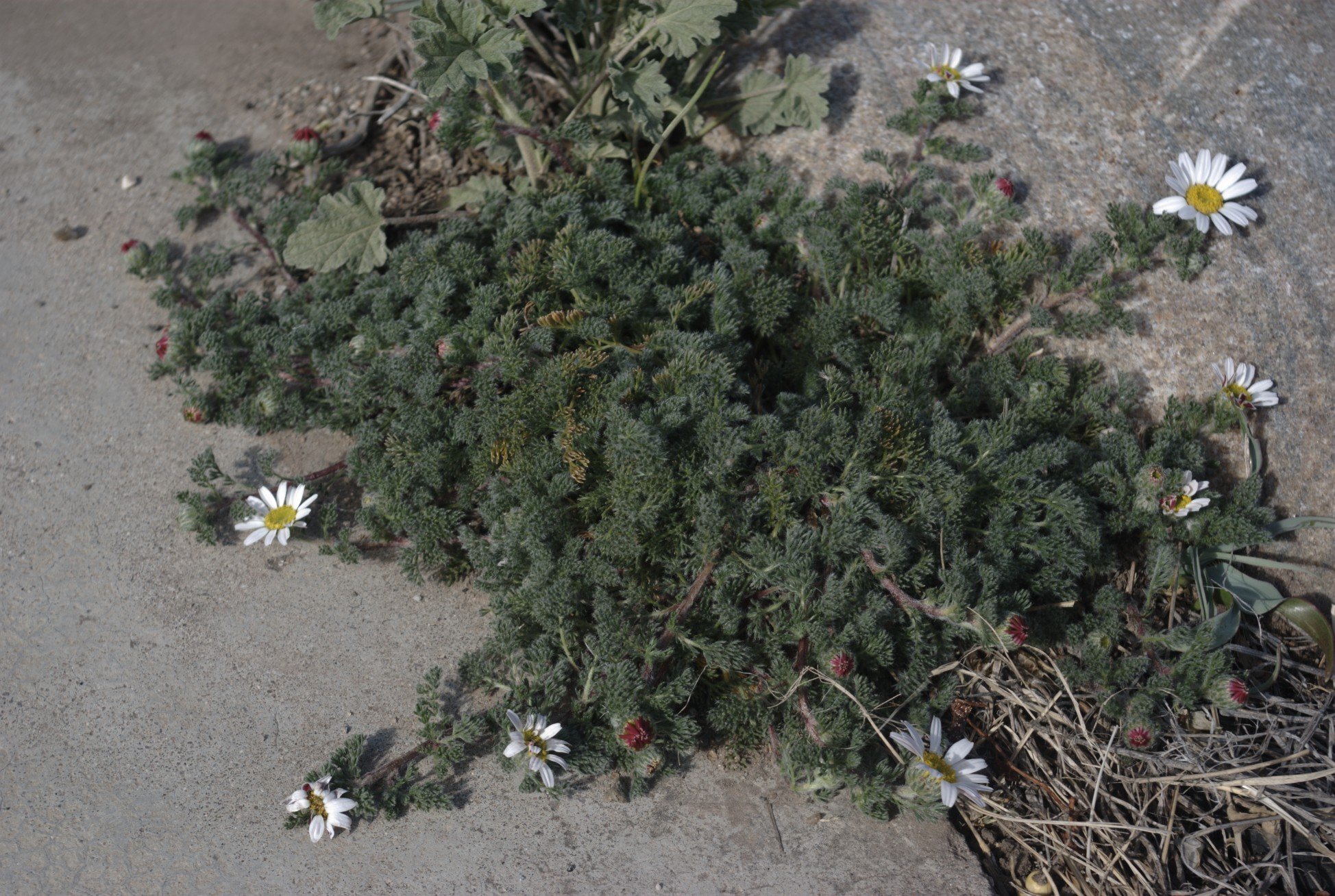
En su hábitat

## Características
Es una planta perenne con tallos rastreros al principio y erectos al final, con ramas pubescentes. Tiene una raíz de color marrón gris de sabor picante. Las hojas son velludas, alternas, pinnadas con lóbulos lineales. Las ramas tienen cabezas florales solitarias de color amarillo con lígulas radiales blancas moteadas de púrpura y discos florales amarillos. Las flores son tubulares. No confundir con Anacyclus clavatus, de similares características, pero con tallos erectos.

## Propiedades
- El sabor picante de su raíz incrementa la salivación.
- En norte de África se usa su masticación para aliviar el dolor de muelas.
- Su tintura se usa como antirreumático.
- Su mayor utilización es como insecticida para exterminar piojos, pulgas y otros parásitos.
- El aceite de pelitre se usa como remedio para el dolor de muelas, usado de forma tópica.
- Es tóxico en dosis altas por lo que no se recomienda su uso.

## Taxonomía
Anacyclus pyrethrum fue descrita por (Desf.) Pers. y publicado en Syn. Pl. 2: 465. 1807.
Sinonimia
- Achillea biaristata Spreng.
- Anacyclus aristulatus Link ex Nyman
- Anacyclus candolii Nyman
- Anacyclus capillifolius Maire
- Anacyclus divaricatus Cav. ex Steud.
- Anacyclus mucronulatus Hort. ex Steud.
- Anacyclus pedunculatus (Desf.) Pers.
- Anacyclus pubescens Brot. ex Link
- Anacyclus pubescens (Willd.) Rchb.
- Anacyclus tomentosus DC.
- Anacyclus tomentosus f. glabrus "Huter, Porta & Rigo ex Fiori"
- Anacyclus tomentosus var. marginatus Guss.
- Anthemis biaristata DC.
- Anthemis clavata Desf.
- Anthemis granulata Pomel
- Anthemis incrassata (Hoffmanns. & Link) Link
- Anthemis laeviuscula Humbert & Maire
- Anthemis montana var. tuberculata Maire
- Anthemis mucronulata Hort. ex Steud.
- Anthemis pedunculata Desf.
- Anthemis pedunculata var. discoidea (Boiss.) Oberpr.
- Anthemis pedunculata subsp. granulata (Pomel) Maire
- Anthemis pedunculata var. mucronulata Le Houér.
- Anthemis pedunculata subsp. tuberculata (Boiss.) Maire
- Anthemis pubescens Willd.
- Anthemis punctata var. maroccana Maire
- Anthemis punctata var. microcephala Faure & Maire
- Anthemis sphacelata Willk.
- Anthemis tenuisecta Pomel
- Anthemis tuberculata Boiss.
- Anthemis tuberculata var. dioscoidea Boiss.
- Anthemis tuberculata f. discoidea (Boiss.) R.Fern.
- Anthemis tuberculata var. microcephala Boiss.
- Anthemis tubiformis Guss.
- Chamaemelum incrassatum Hoffmanns. & Link
- Chamaemelum incrassatum Hoffmanns. ex DC.
- Chamaemelum tomentosum All.[3]